# Allium turakulovii
Allium turakulovii — вид квіткових рослин з підродини цибулевих (Allioideae). Ендемік Киргизстану.